# Lingbo församling
Lingbo församling var en församling i Uppsala stift, Ockelbo kommun i Gävleborgs län. Församlingen uppgick 2000 i Ockelbo församling.
År 1932 hade Lingbo församling 1 089 invånare på en yta av 74,41 km². 

## Administrativ historik
Lingbo kapellag inom Skogs församling blev den 1 maj 1915 kapellförsamling och ingick då i pastoratet Skog och Lingbo, från 19 januari 1923 som annexförsamling. Från 1974 till 2000 var församlingen annexförsamling i pastoratet Ockelbo, Åmot och Lingbo. År 2000 uppgick Åmots och Lingbo församlingar i Ockelbo församling. Motsvarande geografiska område var till 1971 en del av Skogs landskommun i Hälsingland och därefter en del av Ockelbo kommun i Gästrikland.

### Lingbo socken
Lingbo (kyrk)socken har informellt använts som namn för församlingsområdet även om det aldrig har varit en jordeboksocken.

## Kyrkor
- Lingbo kyrka

## Geografi
Området som utgjordes av Lingbo församling ligger i sydligaste Hälsingland intill Gästriklandsgränsen i söder. Centralort, tillika kyrkort och största ort är Lingbo. Området genomkorsas i nord-sydlig riktning, på en sträcka av cirka 6 kilometer, av länsväg 272 (Tidernas väg) samt av Norra stambanan (delen Kilafors - Ockelbo).
Oområdet ligger mitt i skogstrakten Ödmården, som historiskt utgör en naturlig gräns mellan Gästrikland och Hälsingland. Vandringslederna Gästrikeleden samt Sagbergsleden går genom församlingen.

### Geografisk avgränsning
Lingbo områdets gräns till Gästrikland i söder är cirka 16 kilometer lång och utgår från "tresockenmötet" Lingbo-Hanebo- Åmot i Nedre Mellansjön i väster. Gränsen mot tidigare Åmots församling går rakt över Fallåsberget (297 m ö.h.) och når efter cirka 9 kilometer fram till länsväg 272 där "tresockenmötet" Lingo-Åmot-gamla Ockelbo ligger strax intill vägens östra sida. Gränsen till Ockelbo socken går därifrån tvärs över sjön Lingan (79,5 m ö.h.), som den delar i två ungefär lika stora delar, så att norra delen av sjön ligger i Hälsingland och den södra i Gästrikland. Cirka 7 kilometer öster om länsväg 272 når gränsen fram till Knaperåsen och "tresockenmötet" Lingbo-Ockelbo-Skog. I nordost och norr gränsar området till Skogs socken och i nordväst och väster ligger Hanebo socken. Gränsen till Skogs socken, vilken är cirka 18 kilometer lång, passerar i nordost Hälltjärnen (126 m ö.h.) samt Nytjärnen. Mellan Norra stambanan och länsväg 272 går gränsen tvärs genom sjön Väringen. Väringsberget söder om sjön ligger inom Lingbo området. Gränsen till Hanebo socken är cirka 5 kilometer lång och löper mellan "tresockenmötet" Lingbo-Skog-Hanebo vid den lilla Övre Mörttjärnens norra ände till Nedre Mellansjön och "tresockenmötet" Lingbo-Hanebo-Åmot (jfr ovan). 

### Byar
- Långbo
- Grönviken
- Klubbäcken (inom Ockelbo gamla sockenområde)
- Åsen
- Östervik

### Berg
- Fallåsberget
- Skalberget
- Vackerdalsberget

### Sjöar
- Ekaren
- Kroksjön
- Lingan
- Storvrången

### Åar
- Gopån
- Vrångån

## Befolkningsutveckling
| Befolkningsutvecklingen i Lingbo församling 1900–1990         | Befolkningsutvecklingen i Lingbo församling 1900–1990 | Befolkningsutvecklingen i Lingbo församling 1900–1990 | Befolkningsutvecklingen i Lingbo församling 1900–1990 | Befolkningsutvecklingen i Lingbo församling 1900–1990 |
| ------------------------------------------------------------- | ----------------------------------------------------- | ----------------------------------------------------- | ----------------------------------------------------- | ----------------------------------------------------- |
|                                                               |                                                       |                                                       |                                                       |                                                       |
| År                                                            |                                                       |                                                       | Folkmängd                                             |                                                       |
| 1900                                                          | 1900                                                  |                                                       | 967                                                   |                                                       |
| 1910                                                          | 1910                                                  |                                                       | 1 100                                                 |                                                       |
| 1920                                                          | 1920                                                  |                                                       | 1 175                                                 |                                                       |
| 1930                                                          | 1930                                                  |                                                       | 1 107                                                 |                                                       |
| 1940                                                          | 1940                                                  |                                                       | 993                                                   |                                                       |
| 1950                                                          | 1950                                                  |                                                       | 975                                                   |                                                       |
| 1960                                                          | 1960                                                  |                                                       | 920                                                   |                                                       |
| 1970                                                          | 1970                                                  |                                                       | 750                                                   |                                                       |
| 1980                                                          | 1980                                                  |                                                       | 697                                                   |                                                       |
| 1990                                                          | 1990                                                  |                                                       | 612                                                   |                                                       |
| Anm: Källor: Demografiska databasen, CEDAR, Umeå universitet. |                                                       |                                                       |                                                       |                                                       |